# Петухов, Вадим Алексеевич
Вади́м Алексе́евич Петухо́в (род. 6 августа 1969, Новочеркасск, Ростовская область, РСФСР, СССР) — полковник ФСИН, участник Первой и Второй чеченской войны, Герой Российской Федерации. Начальник отдела отряда специального назначения «Скорпион» Управления Федеральной службы исполнения наказаний Российской Федерации по Астраханской области.

## Биография
Родился 6 августа 1969 года в городе Новочеркасске Ростовской области. Русский. Окончил местную среднюю школу и поступил в Астраханский технологический институт рыбной промышленности, который окончил в 1992 году, после чего около года работал по специальности.
- В 1993 году поступил на службу в УВД Астраханской области МВД РФ. Был оперуполномоченным и старшим оперуполномоченным СОБР УБОП при УВД по Астраханской области. В 1994—1996 годах в составе сводных отрядов СОБР — участник первой чеченской войны (4 командировки).
- С 1997 года служил в отделе спецназа «Скорпион» УИН УВД (после вошёл в юрисдикцию Министерства юстиции, ныне в юрисдикции ФСИН) по Астраханской области, позже стал начальником отдела спецназа.
- В 1999—2000 годах — участник Второй чеченской войны (командир сводного отряда спецназа). В ходе операции по штурму села Комсомольское в марте 2000 года группа уничтожила до 40 боевиков и несколько пулемётных точек врага, на следующий день, будучи с 7 подчинёнными отрезан от основных сил, занял в укреплённом доме круговую оборону и три часа отбивал атаки боевиков, от взорвавшейся рядом гранаты Петухов получил контузию, но продолжал руководить группой[1], и в критический момент вызвав по рации огонь артиллерии на себя. Боевики понесли потери, а спецназовцы прорвались к своим без потерь.

Указом Президента Российской Федерации от 14 февраля 2001 года за проявленные героизм и мужество при выполнении воинского долга в Северо-Кавказском регионе полковнику внутренней службы Петухову Вадиму Алексеевичу присвоено звание Героя Российской Федерации с вручением медали «Золотая звезда».
Продолжает службу в Федеральной службе исполнения наказаний в прежней должности.
Награждён двумя орденами Мужества, медалью Суворова, медалью ордена «За заслуги перед Отечеством» 2-й степени с мечами, другими медалями.